# Zettai Enmei Tour
Zettai Enmei Tour (絶体延命ツアー, "Longevidade Absoluta")  estilizado como RADWIMPS Zettai Enmei Tour, foi a turnê nacional da banda de rock japonesa RADWIMPS para a promoção do álbum Zettai Zetsumei. Iniciada no dia 12 de abril de 2011 em Hakodate, a turnê foi uma das mais longas da banda, tendo durado cerca de cinco meses e se encerrando no dia 3 de agosto no antigo Zepp Sendai.
O sucesso da turnê renderia em 2012 um álbum de vídeo, intitulado Zettai Enmei, lançado em 11 de janeiro de 2012. Este acabou sendo o primeiro álbum de vídeo a trazer um show da RADWIMPS ao vivo na integra.

## A Turnê
A Zettai Enmei Tour contou com 37 apresentações em 30 cidades japonesas: Hakodate, Obihiro, Sapporo, Fukuoka, Saitama, Hamamatsu, Nagoia, Gifu, Otsu, Fukui, Matsuyama, Okayama, Kochi, Kobe, Miyazaki, Oita, Saga, Shimonoseki, Yokohama, Hiroshima, Nagano, Niigata, Tóquio, Osaka, Ginowan, Morioka, Yamagata, Koriyama e Sendai.

## Datas das apresentações
| Data                | Província | País  | Local                                          |
| ------------------- | --------- | ----- | ---------------------------------------------- |
| 12 de abril de 2011 | Hokkaido  | Japão | Kanamori Hall                                  |
| 14 de abril de 2011 | Hokkaido  | Japão | Obihiro MEGA STONE                             |
| 16 de abril de 2011 | Hokkaido  | Japão | Zepp Sapporo                                   |
| 17 de abril de 2011 | Hokkaido  | Japão | Zepp Sapporo                                   |
| 23 de abril de 2011 | Fukuoka   | Japão | Marine Messe Fukuoka                           |
| 29 de abril de 2011 | Saitama   | Japão | Saitama Super Arena                            |
| 30 de abril de 2011 | Saitama   | Japão | Saitama Super Arena                            |
| 4 de maio de 2011   | Shizuoka  | Japão | Live House Hamamatsu Madowaku                  |
| 7 de maio de 2011   | Aichi     | Japão | Nagoya Nippon Gaishi Hall                      |
| 8 de maio de 2011   | Aichi     | Japão | Nagoya Nippon Gaishi Hall                      |
| 12 de maio de 2011  | Gifu      | Japão | Gifu club-G                                    |
| 14 de maio de 2011  | Shiga     | Japão | Shiga U-STONE                                  |
| 16 de maio de 2011  | Fukui     | Japão | Hibikino Hall                                  |
| 19 de maio de 2011  | Ehime     | Japão | Matsuyama City Community Center                |
| 21 de maio de 2011  | Okayama   | Japão | Okayama Orange Hall                            |
| 23 de maio de 2011  | Kochi     | Japão | Kochi BAY5 SQUARE                              |
| 28 de maio de 2011  | Hyogo     | Japão | Kobe World Memorial Hall                       |
| 29 de maio de 2011  | Hyogo     | Japão | Kobe World Memorial Hall                       |
| 3 de junho de 2011  | Miyazaki  | Japão | Miyazaki WEATHER KING                          |
| 5 de junho de 2011  | Oita      | Japão | Oita T.O.P.S Bitts HALL                        |
| 7 de junho de 2011  | Saga      | Japão | Saga GEILS                                     |
| 9 de junho de 2011  | Yamaguchi | Japão | Kaikyo Messe Shimonoseki Exhibition Trade Fair |
| 14 de junho de 2011 | Kanagawa  | Japão | Yokohama Arena                                 |
| 15 de junho de 2011 | Kanagawa  | Japão | Yokohama Arena                                 |
| 19 de junho de 2011 | Hiroshima | Japão | Hiroshima Green Arena                          |
| 23 de junho de 2011 | Nagano    | Japão | Nagano CLUB JUNK BOX                           |
| 25 de junho de 2011 | Niigata   | Japão | Nigata LOTS                                    |
| 29 de junho de 2011 | Tóquio    | Japão | Zepp Tokyo                                     |
| 30 de junho de 2011 | Tóquio    | Japão | Zepp Tokyo                                     |
| 5 de julho de 2011  | Osaka     | Japão | Osaka Castle Hall                              |
| 6 de julho de 2011  | Osaka     | Japão | Osaka Castle Hall                              |
| 19 de julho de 2011 | Okinawa   | Japão | Okinawa Convention Center                      |
| 26 de julho de 2011 | Iwate     | Japão | Morioka CLUBE CHANGE WAVE                      |
| 28 de julho de 2011 | Yamagata  | Japão | Yamagata Music Showa Session                   |
| 30 de julho de 2011 | Fukushima | Japão | Koriyama Hip Shot Japan                        |
| 2 de agosto de 2011 | Miyagi    | Japão | Zepp Sendai                                    |
| 3 de agosto de 2011 | Miyagi    | Japão | Zepp Sendai                                    |

## A banda
- Yojiro Noda – vocal, guitarra, piano, teclado, bumbo
- Akira Kuwahara – guitarra, violão, backing vocal
- Yusuke Takeda – baixo, backing vocal
- Satoshi Yamaguchi – bateria, backing vocal

## Repertório da turnê
Ao longo de toda a turnê, a RADWIMPS se apresentou com 26 músicas, sendo dessas 25 canções da própria banda e 1 canção de outro artista ("Bridge Over Troubled Water", de Simon & Garfunkel).
| Canção                                                                                       | Número de performances |
| -------------------------------------------------------------------------------------------- | ---------------------- |
| 05410-(n) (do álbum RADWIMPS 4 ~Okazu no Gohan~, 2006)                                       | 37                     |
| DADA (do álbum Zettai Zetsumei, 2011)                                                        | 37                     |
| Daidarabocchi (do álbum Zettai Zetsumei, 2011)                                               | 37                     |
| DUGOUT (do álbum Zettai Zetsumei, 2011)                                                      | 37                     |
| Futarigoto (do álbum RADWIMPS 4 ~Okazu no Gohan~, 2006)                                      | 37                     |
| G-kōi (do álbum Zettai Zetsumei, 2011)                                                       | 37                     |
| Gakugeikai (do álbum Zettai Zetsumei, 2011)                                                  | 37                     |
| Iin desu ka? (do álbum RADWIMPS 4 ~Okazu no Gohan~, 2006)                                    | 37                     |
| Keitai Denwa (do álbum Zettai Zetsumei, 2011)                                                | 37                     |
| Kimi to Hitsuji to Ao (do álbum Zettai Zetsumei, 2011)                                       | 37                     |
| Kyūseishu (do álbum Zettai Zetsumei, 2011)                                                   | 37                     |
| Okuman Shōsha (do álbum Zettai Zetsumei, 2011)                                               | 37                     |
| Oshakashama (do álbum Arutokoronī no Teiri, 2009)                                            | 37                     |
| Pi (do álbum Zettai Zetsumei, 2011)                                                          | 37                     |
| Tōmei Ningen Jūhachi-gō (do álbum Zettai Zetsumei, 2011)                                     | 37                     |
| Toremoro (do álbum RADWIMPS 3 ~Mujintō ni Motte Ikiwasureta Ichimai~, 2006)                  | 37                     |
| Yadokari (do single Manifesto, 2010)                                                         | 31                     |
| Yūshinron (do álbum RADWIMPS 4 ~Okazu no Gohan~, 2006)                                       | 31                     |
| Kizumono (2011)                                                                              | 24                     |
| Oto no Ha (do álbum RADWIMPS 2 ~Hatten Tojō~, 2005)                                          | 24                     |
| Tsukutsuku-bōshi (do álbum Zettai Zetsumei, 2011)                                            | 13                     |
| Kyōshinshō (do álbum Zettai Zetsumei, 2011)                                                  | 6                      |
| Bridge Over Troubled Water (do álbum Bridge Over Troubled Water, de Simon & Garfunkel, 1970) | 5                      |
| Breath (do álbum Batsu to Maru to Tsumi to, 2013)                                            | 2                      |
| Manifesto (do single Manifesto, 2010)                                                        | 2                      |
| Loveable (do single Futarigoto, 2006)                                                        | 1                      |